# Замок Слейн
Замок Слейн (англ. Slane Castle) — замок в Ирландии, расположенный близ посёлка Слейн, в долине реки Бойн, графства Мит. Построен в XVIII веке как фамильное поместье семьи маркиза Конингэма.
Замок знаменит музыкальными концертами, которые проводятся на его территории. В 2004 году ирландская пресса писала: «Сегодня Слейн является своего рода международно-признанной концертной площадкой, которая способна привлечь внимание даже Мадонны». Пологие склоны близ замка образуют естественный амфитеатр, который вмещает 80000 человек.

## Концерты в замке Слейн
С 1981 года на территории замка проводятся рок-концерты, учредителем которых является владелец замка Генри Конингэм, эрл[уточнить] деревни Танг (с марта 2009 года носил титул восьмого маркиза Конингэма).
Начиная с 1981 года, на территории замка Слейн выступали многие мировые звёзды: «The Rolling Stones», «U2», «Metallica», «Red Hot Chili Peppers», «Queen», Дэвид Боуи, Нил Янг, Брайан Адамс, Боб Дилан, Брюс Спрингстин, «Guns N' Roses», Мадонна, «R.E.M.», «Foo Fighters», «Celtic Woman», Гарри Стайлз и «Oasis». 28 мая 2011 года группа «Kings Of Leon» была хэдлайнером праздничного шоу, посвященного 30-му юбилею концертов. Помимо них выступило еще пять групп, в том числе «Thin Lizzy», которые были хэдлайнерами первого подобного шоу в 1981 году.
Некоторые концерты позже были выпущены на DVD, среди них: Celtic Woman: A New Journey группы «Celtic Woman», U2 Go Home: Live from Slane Castle группы «U2» и Live at Slane Castle группы «Red Hot Chili Peppers». Некоторые эпизоды документального фильма Мадонны I’m Going to Tell You a Secret были сняты в замке Слейн. Группа «U2» арендовала замок для записи альбома The Unforgettable Fire.